# Harold Carcelén
Harold Carcelén (* Urcuquí, Ecuador, 23 de marzo de 1997) es un futbolista ecuatoriano, juega de mediocampista y su actual equipo es el club Bahia del Campeonato Brasileño de Serie A.

## Trayectoria
Harold inició su carrera como futbolista en las divisiones menores de Liga de Quito desde el año 2008 y en el 2015 logra pasar al equipo de primera de la mano de Luis Zubeldía.
El 30 de marzo de 2017 cierra su incorporación con Esporte Clube Bahia de Brasil.

## Clubes
| Club          | País    | Año           |
| ------------- | ------- | ------------- |
| Liga de Quito | Ecuador | 2016          |
| Bahia         | Brasil  | 2017-presente |